# Llagunoa venezuelana
Llagunoa venezuelana är en kinesträdsväxtart som beskrevs av Julian Alfred Steyermark. Llagunoa venezuelana ingår i släktet Llagunoa och familjen kinesträdsväxter. Inga underarter finns listade i Catalogue of Life.